# Urolophus neocaledoniensis
Urolophus neocaledoniensis  (лат.) — вид рода уролофов семейства короткохвостых хвостоколов отряда хвостоколообразных. Обитают в центрально-западной части Тихого Океана. Является эндемиком северной части Норфолк Ридж, а также вод, омывающих Новую Каледонию и острова Честерфилд. Встречается на глубине до 428 м. Грудные плавники этих скатов образуют округлый ромбовидный диск, ширина которого превышает длину. Дорсальная поверхность диска окрашена в ровный серо-коричневый или оливково-коричневый цвет. Между ноздрями имеется прямоугольная складка кожи. Довольно длинный хвост оканчивается листовидным хвостовым плавником, у некоторых особей на хвостовом стебле имеются латеральные складки кожи. Спинные плавники отсутствуют. В средней части хвостового стебля расположен зазубренный шип. Максимальная зарегистрированная длина 37 см. Размножается яйцеживорождением. Не является объектом целевого лова. В качестве прилова попадается при коммерческом промысле.

## Таксономия
Впервые вид был научно описан в 2003 году. Первая особь нового вида была поймана в ходе экспедиции в Коралловом море, предпринятой Францией в 90-х годах прошлого века. Голотип представляет собой взрослого самца длиной 36,6 см, пойманного оттер-тралом у островов Честерфилд (23°02′ ю. ш. 166°58′ в. д.) на глубине 350 м. Urolophus neocaledoniensis является близкородственным видом Urolophus deforgesi и морфологически схож с Urolophus mitosis.

## Ареал
Urolophus neocaledoniensis обитают у побережья Новой Каледонии,  островов Честерфилд и в северной части Норфолк Ридж. Эти донные рыбы встречаются на глубине от 229 до 428 м.

## Описание
Широкие грудные плавники этих скатов сливаются с головой и образуют ромбовидный диск, ширина составляет 102—115 % от  длины. «Крылья» закруглены, передний край диска почти прямой, заострённое мясистое рыло образует тупой угол и выступает за края диска. Позади среднего размера глаз расположены брызгальца в виде запятых. Между ноздрями пролегает кожный лоскут с мелкобахромчатой нижней кромкой. Рот среднего размера. 27—34 верхних и 24—31 нижних зубных рядов. На дне ротовой полости имеются 7—10 пальцеобразных отростков, выстроенных в виде буквы «W», такие же отростки покрывают внешний край нижней челюсти. На вентральной стороне диска расположено 5 пар коротких жаберных щелей. Небольшие брюшные плавники закруглены. У самцов имеются очень толстые птеригоподии с закруглёнными кончиками.
Длина короткого хвоста составляет 68—79 % от длины диска. По обе стороны хвостового стебля пролегают складки кожи.  Хвост сужается и переходит в короткий хвостовой плавник. На дорсальной поверхности хвоста в центральной части позади выступающего спинного плавника расположен  зазубренный шип. Спинные плавники отсутствуют. Кожа лишена чешуи. Максимальная зарегистрированная длина 37 см. Окраска ровного серо- или оливково-коричневого цвета. Вентральная поверхность почти белая с широкой тёмной каймой по боковым и задним краям. Края хвостового и брюшных плавников, а также кончик рыла тёмные, это более заметно у молодых особей.

## Биология
Подобно прочим хвостоколообразным Urolophus neocaledoniensis размножаются яйцеживорождением. Помёт немногочисленный. Длина новорожденных около 13 см. Самцы достигают половой зрелости при длине 30 см.

## Взаимодействие с человеком
Эти скаты не являются объектом целевого лова. Коммерческий промысел в ареале отсутствует, Международный союз охраны природы присвоил этому виду статус сохранности «Вызывающий наименьшие опасения». 